# Yasuo Tanaka (seiyū)
Pour les articles homonymes, voir Yasuo Tanaka et Tanaka.
Yasuo Tanaka (田中 康郎, Tanaka Yasuo), né le 6 mars 1932 à Tokyo et mort le 5 décembre 2003, est un seiyū japonais.
Son nom est parfois mal traduit comme Yasurō Tanaka.

## Rôles

### Animation
- Dragon Ball : Bacterian